# Batocera
Batocera is een kevergeslacht uit de familie van de boktorren (Cerambycidae). De wetenschappelijke naam van het geslacht werd voor het eerst geldig gepubliceerd in 1835 door Dejean.

## Soorten
Batocera omvat de volgende soorten:
- Batocera sentis (Linnaeus, 1758)
- Batocera aeneonigra Thomson, 1859
- Batocera ammiralis Breuning, 1947
- Batocera andamana Thomson, 1878
- Batocera armata (Olivier, 1795)
- Batocera boisduvalii (Hope, 1839)
- Batocera breuningi Gilmour & Dibb, 1948
- Batocera browni Bates, 1877
- Batocera bruynii Lansberge, 1880
- Batocera celebiana Thomson, 1858
- Batocera chevrolatii Thomson, 1859
- Batocera cinnamomea Pascoe, 1866
- Batocera claudia Pascoe, 1866
- Batocera davidis Deyrolle, 1878
- Batocera drapiezi Aurivillius, 1922
- Batocera enganensis Gahan, 1907
- Batocera forbesii (Waterhouse, 1881)
- Batocera frenchi Poll, 1886
- Batocera gerstaeckerii Thomson, 1865
- Batocera gigas (Drapiez, 1819)
- Batocera granulipennis Breuning, 1948
- Batocera herbuloti (Devecis, 1993)
- Batocera hercules Boisduval, 1835
- Batocera hlaveki Rigout, 1988
- Batocera horsfieldi (Hope, 1839)
- Batocera humeridens Thomson, 1859
- Batocera inconspicua Poll, 1890
- Batocera itzingeri (Breuning, 1942)
- Batocera kibleri Schwarzer, 1925
- Batocera laena Thomson, 1858
- Batocera lamondi Rigout, 1987
- Batocera lineolata Chevrolat, 1852
- Batocera maculata (Schönherr, 1817)
- Batocera magica Thomson, 1859
- Batocera malleti Schmitt, 2000
- Batocera matzdorffi Kriesche, 1915
- Batocera migsominea Gilmour & Dibb, 1948
- Batocera molitor Kriesche, 1915
- Batocera nebulosa Bates, 1877
- Batocera numitor Newman, 1842
- Batocera oceanica Schwarzer, 1914
- Batocera parryi (Hope, 1845)
- Batocera punctata Schwarzer, 1925
- Batocera quercinea Wang, Zhang & Zheng, 1993
- Batocera rosenbergii Kaup, 1866
- Batocera roylii (Hope, 1833)
- Batocera rubus (Linnaeus, 1758)
- Batocera rufomaculata (Degeer, 1775)
- Batocera saundersii (Pascoe, 1866)
- Batocera strandi Breuning, 1954
- Batocera sumbaensis Franz, 1972
- Batocera thomsonii Javet, 1858
- Batocera timorlautensis Heller, 1897
- Batocera tippmanni Breuning, 1954
- Batocera una White, 1858
- Batocera ushijimai Ohbayashi N., 1981
- Batocera victoriana Thomson, 1856
- Batocera wallacei Thomson, 1858
- Batocera woodlarkiana (Montrouzier, 1855)
- Batocera wyliei Chevrolat, 1858